# Тарай (Красноярский край)
Тарай — деревня в Канском районе Красноярского края. Входит в состав Амонашенского сельсовета.

## История
В 1926 году состояла из 277 хозяйств, основное население — русские. Центр Тарайского сельсовета Амонашевского района Канского округа Сибирского края.

## Население
| 1926 | 2010 |
| ---- | ---- |
| 1244 | ↘377 |